# Nei Menggu TV
Nei Menggu TV (chinois simplifié : 内蒙古电视台 ; pinyin : nèimēnggǔ diànshìtái) ou NMTV est une chaîne de télévision mongoles bilingue, en Mongol et Mandarin, de région autonome de Mongolie-Intérieure, en République populaire de Chine, situé à Hohhot. 

## Description
Une partie des programmes sont également rediffusés sur le site de la chaine chinois simplifié : 内蒙古电视网 ; pinyin : nèimēnggǔ diànshìwǎng. Sa conception a commencé en mars 1960 et sa première diffusion le 1er octobre 1969.